# Peter Delaney
Peter Delaney, conosciuto in vita come Pierre de la Ney du Vair (Holcomb, 8 febbraio 1907 – 11 aprile 1945), fu un militare statunitense di origine francese, poi naturalizzato francese. Raggiunse il grado di SS-Hauptsturmfuhrer nella formazione SS-Standarte Kurt Eggers, un'unità di corrispondenti di guerra e propaganda.
Secondo documenti declassificati, sembrerebbe che Delaney fece inizialmente parte della Légion des Volontaires Français (LVF) e prima di entrare nella suddetta formazione dei corrispondenti di guerra delle SS si sarebbe incontrato con Martin James Monti. Delaney viene ucciso nel 1945.